# Grenaa Kommune
| Strukturdaten       | Strukturdaten     |
| ------------------- | ----------------- |
| Sitz der Verwaltung | Grenaa            |
| Fläche              | 196,40 km²        |
| Einwohner           | 18.682 (2003)     |
| Kommune seit 2007   | Norddjurs Kommune |
| Website             | www.grenaa.dk     |

Grenaa Kommune war bis Dezember 2006 eine dänische Kommune auf der Halbinsel Djursland im Osten Jütlands im damaligen Århus Amt. Seit Januar 2007 ist sie zusammen mit der Nørre Djurs Kommune, der Rougsø Kommune und dem östlichen Teil der Sønderhald Kommune Teil der neugebildeten Norddjurs Kommune.
Grenaa Kommune entstand im Zuge der Verwaltungsreform des Jahres 1970 und umfasste folgende Sogn:
- Grenaa Sogn (Stadt Grenaa)
- Anholt Sogn (Landgemeinde Anholt)
- Hammelev Sogn und Enslev Sogn (Landgemeinde Hammelev-Enslev)
- Lyngby Sogn und Albøge Sogn (Landgemeinde Lyngby-Albøge)
- Vejlby Sogn und Homå Sogn (Landgemeinde Vejlby-Homå)
- Ålsø Sogn und Hoed Sogn (Landgemeinde Ålsø-Hoed)